# Киянкин, Алексей Михайлович
Алексей Михайлович Киянкин (род. 26 апреля 1992) — российский борец греко-римского стиля, чемпион и призёр чемпионатов России, обладатель Кубка мира 2017 года в командном зачёте, мастер спорта России. Член сборной команды страны с 2017 года. Живёт в Москве. Выступает в весовой категории до 66 кг. Его наставниками в разное время были Н. Б. Асаев, Е. А. Строганов и С. И. Егоркин.

## Спортивные результаты
- Чемпионат России по греко-римской борьбе 2014 — ;
- Чемпионат России по греко-римской борьбе 2016 — ;
- Чемпионат России по греко-римской борьбе 2018 — ;
- Чемпионат России по греко-римской борьбе 2019 — ;
- Чемпионат России по греко-римской борьбе 2021 — ;
- Чемпионат России по греко-римской борьбе 2023 — ;